# Vật liệu nano
Vật liệu nano là loại vật liệu có cấu trúc các hạt, các sợi, các ống, các tấm mỏng,... có kích thước đặc trưng khoảng từ 1 nanômét đến 100 nanômét.

## Đặc điểm
- Fullerene
- Ống nanô cácbon
- Hạt nano
- Vantablack

Đây là đối tượng nghiên cứu của khoa học nano và công nghệ nano, nó liên kết hai lĩnh vực trên với nhau. Tính chất của vật liệu nano bắt nguồn từ kích thước của chúng, vào cỡ nanômét, đạt tới kích thước tới hạn của nhiều tính chất hóa, lý của vật liệu thông thường. Đây là lý do mang lại tên gọi cho vật liệu.
Kích thước vật liệu nano trải một khoảng từ vài nm đến vài trăm nm phụ thuộc vào bản chất vật liệu và tính chất cần nghiên cứu.